# Ronny Marcos
Ronny Marcos (Oldenburg in Holstein, 1 oktober 1993) is een Duits-Mozambikaans voetballer die bij voorkeur als linksback speelt. Hij tekende in 2014 bij Hamburger SV.

## Clubcarrière
Ronny Marcos werd geboren in Oldenburg in Holstein en speelde in de jeugd voor JSG Fehmarn, Oldenburger SV, VfB Lübeck en Hansa Rostock. Op 4 augustus 2012 debuteerde hij in de 3. Liga tegen SV Babelsberg 03. In zijn debuutjaar kwam de linksachter tot een totaal van 16 competitiewedstrijden. In januari 2014 trok hij naar Hamburger SV, waar hij aanvankelijk in het tweede elftal speelde. Op 27 november 2014 maakte Ronny Marcos zijn opwachting in de Bundesliga in de uitwedstrijd tegen FC Augsburg.